# Cabinet Lafontaine III
Le troisième cabinet d'Oskar Lafontaine (Kabinett Lafontaine III) était le gouvernement du Land de Sarre du 23 novembre 1994 au 9 novembre 1998.
Il était dirigé par le social-démocrate Oskar Lafontaine et était soutenu par le seul Parti social-démocrate d'Allemagne.
Il a succédé au cabinet Lafontaine II et a été remplacé par le cabinet Klimmt.

## Composition
| Poste                                                                 | Ministre                   | Ministre                                  | Parti |
| --------------------------------------------------------------------- | -------------------------- | ----------------------------------------- | ----- |
| Ministre-Président                                                    |                            | Oskar Lafontaine                          | SPD   |
| Ministre de l'Intérieur                                               |                            | Friedel Läpple                            | SPD   |
| Ministre de l'Économie et des Finances                                |                            | Christiane Krajewski                      | SPD   |
| Ministre de la Justice                                                |                            | Arno Walter                               | SPD   |
| Ministre de l'Éducation, de la Culture et de la Science               |                            | Diether Breitenbach jusqu'au 18/09/1996   | SPD   |
| Ministre de l'Éducation, de la Culture et de la Science               | Henner Wittling            |                                           | SPD   |
| Ministre des Femmes, du Travail, de la Santé et des Affaires sociales |                            | Marianne Granz jusqu'au 18/09/1996        | SPD   |
| Ministre des Femmes, du Travail, de la Santé et des Affaires sociales | Barbara Wackernagel-Jacobs |                                           | SPD   |
| Ministre de l'Environnement, de l'Énergie et des Transports           |                            | Willy Leonhardt                           | SPD   |
| Chef de la Chancellerie d'État, chargé des Affaires européennes       |                            | Burghard Schneider à partir du 18/09/1996 | SPD   |